# Стая (сериал, 2022)
«Ста́я» — российский драматический сериал. Является адаптацией немецкого сериала «Wild Republic» 2021 года. Производством проекта занималась компания Art Pictures Vision по заказу «НМГ Студии» и при поддержке ИРИ. Пилотное название сериала — «Новая жизнь».
Премьера должна была состояться 18 августа 2022 года, но была перенесена на 9 сентября 2022 года. В этот день проект стартовал в онлайн-кинотеатрах more.tv и Wink, а после будет показан и в эфире телеканала СТС. Новые серии размещаются еженедельно по пятницам.

## Сюжет
Штатный психолог ФСИН России Рита разработала экспериментальную программу профилактики рецидивов преступлений «Второй шанс». Она должна заменить наказание молодым правонарушителям. Для этого группа из 11 ребят отправляется в экспедицию. Они будут работать на тропе, проходящей через перевал Скорбный. Героев ожидает непростой путь перевоспитания, однако всё меняет нападение на проводника группы. В ходе инцидента молодые люди берут в заложники Риту и сбегают от сопровождающих.

## Персонажи

### В главных ролях

#### Взрослые
| Актёр                | Роль                                                                                     |
| -------------------- | ---------------------------------------------------------------------------------------- |
| Агата Муцениеце      | Маргарита Игоревна Дроздовская штатный психолог ФСИН, руководитель проекта «Второй шанс» |
| Александр Робак      | Валерий Петрович Логинов мэр, отец Льва                                                  |
| Макар Запорожский    | Роман Дроздовский муж Риты                                                               |
| Александр Кудренко   | Илья Олегович Стахов майор полиции                                                       |
| Сергей Самородов     | Костя сопровождающий группы                                                              |
| Александр Красовский | Жора сопровождающий группы                                                               |

#### Молодёжь
| Актёр                | Роль                              |
| -------------------- | --------------------------------- |
| Павел Табаков        | Максим Платонов (Евгений Аристов) |
| Вероника Мохиреева   | Люся                              |
| Юрий Насонов         | Лев Логинов                       |
| Екатерина Честина    | Катя                              |
| Эльшан Алескеров     | Тимур                             |
| Иван Непомнящий      | Матвей                            |
| Анастасия Красовская | Даша                              |
| Кассиопея Голдман    | Шура                              |
| Игорь Андреев        | Дима                              |
| Иван Оранский        | Саша                              |

### В ролях
| Актёр                | Роль                                                                                |
| -------------------- | ----------------------------------------------------------------------------------- |
| Джамбулат Багов      | Алексей Дмитриев исключённый из программы «Второй шанс» подросток                   |
| Георгий Ратишвили    | Гурам Чиковани («Батуми») профессиональный альпинист, проводник и инструктор группы |
| Владислав Ходосевич  | Миша брат Кати                                                                      |
| Константин Белошапка | Андрей парень Кати                                                                  |
| Николай Платонов     | Антон парень Шуры                                                                   |
| Евгений Мундум       | отец Люси                                                                           |
| Виталий Хаев         | «Егерь»                                                                             |

## Производство
Съёмки сериала стартовали в ноябре 2021 года, а завершились в мае 2022 года. Они проходили в Краснодарском крае, Дагестане и Северной Осетии.
Показ рабочей версии первой серии состоялся 21 июня 2022 года на I фестивале стримингового контента Original+ в Москве в рамках форума CSTB.PRO.MEDIA 2022.

## Награды
- 2022 — Фестиваль стримингового контента Original+
  - победа в номинации «Оригинальный сценарий» — Ольга Никифорова, Григорий Зельцер, Андрей Журавлев, Оксана Гречко, Марина Елатомцева[9]